# Marianella Monsalve Aita
Marianella Jesús Monsalve Aita (Lambayeque, 17 de septiembre de 1955) es un empresaria y política peruana. Fue congresista de la república por la región Lambayeque en el breve periodo 2000-2001.

## Biografía
Marianella Monsalve nació el 17 de septiembre de 1955 en la ciudad de Lambayeque en Perú.
Estudió en el Colegio Particular "Santa Angela" y cuenta con estudios altos de Gestión Administrativa y Empresarial.
Fue gerenta de la empresa importadora y comercializadora "APROGRESO S.R.L." (1988-2000), del Molino de Arroz "Ingenio La Constancia" (1989-1994) y representante de la Compañía Americana de Seguros (1989-2000). Asimismo, Monsalve fue directora de la Caja Rural "Cruz de Chalpón" de Chiclayo (1995-1996), del Banco de Materiales (1999-2000), de la Cámara de Comercio y Producción de Lambayeque (1999-2001) y del Instituto de Desarrollo Agrario de Lambayeque (IDAL).
Como política incursiona en 1999 cuando es invitada por el presidente Alberto Fujimori para postular al Congreso de la República del Perú en las elecciones del año 2000 por Perú 2000, coalición política del fujimorismo para lograr un tercer mandato presidencial. Monsalve logra resultar electa congresista por la región Lambayeque, con votos, y fue juramentada para el periodo parlamentario 2000-2005.
El 26 de julio del 2000, Monsalve fue elegida como segunda vicepresidenta del Congreso para el periodo 2000–2001, bajo la presidencia de Martha Hildebrandt. También integró las comisiones de Agraria, Trabajo y Seguridad Social y la Comisión Permanente. Posteriormente en noviembre del mismo año, Monsalve terminó renunciando a la vicepresidencia tras la censura contra Hildebrandt por negarse a investigar a Vladimiro Montesinos, asesor presidencial de Fujimori quien estaba cuestionado por su protagonismo en el "Vladivideo" difundido en el mes de septiembre por congresistas de la oposición. Ese mismo mes, Monsalve también renunció a la bancada de Perú 2000 y pasó a formar parte del Grupo Parlamentario Independiente conformado por exfujimoristas, hasta concluir su cargo el 28 de julio del 2001 tras la convocatoria del gobierno de transición de Valentín Paniagua a nuevas elecciones presidenciales.

## Controversias
En el año 2001, Marianella Monsalve fue denunciada junto con Martha Hildebrandt, Luz Salgado y María Jesús Espinoza Matos de tener conocimiento sobre los sobornos de Vladimiro Montesinos hacia los congresistas tránsfugas del fujimorismo.